# Star Trek (película)
Star Trek (también conocida como Star Trek XI, Star Trek 2009, Star Trek: un nuevo comienzo o Star Trek: el futuro comienza) es una película de ciencia ficción dirigida por J. J. Abrams, escrita por Roberto Orci y Alex Kurtzman, y producida por Damon Lindelof y Bryan Burk. Es la primera de la serie cinematográfica llamada «Star Trek reboot» y la undécima película basada en la franquicia de Star Trek creada por Gene Roddenberry. Cuenta con los personajes principales de Star Trek: The Original Series, interpretados por un nuevo elenco. Explora las historias previas de James T. Kirk, interpretado por Chris Pine y Spock, interpretado por  Zachary Quinto, antes de unirse a bordo de la Enterprise para combatir a Nero —Eric Bana—, un romulano del futuro que amenaza a la Federación Unida de Planetas. Esta película fue estrenada el 7 de abril de 2009 en la Ópera de Sídney, en Australia, pero su estreno en cines convencionales se realizó entre el 7 de mayo y el 5 de junio de 2009, dependiendo del país. La duración aproximada es de 127 minutos
El desarrollo de Star Trek comenzó en 2005, cuando Paramount Pictures contrató a Abrams, Orci y Kurtzman para revivir la franquicia. Ellos quisieron ser fieles al canon de Star Trek, pero también introdujeron elementos de sus novelas favoritas, modificando la historia con viajes en el tiempo y modernizando el diseño de producción de la serie original para hacerla atractiva a todo el público. La filmación se realizó desde noviembre de 2007 hasta abril de 2008 bajo un extremo secreto. Al mismo tiempo que se rodaba la película, Paramount tomó la decisión de retrasar el estreno cambiando la fecha del 25 de diciembre de 2008 al 8 de mayo de 2009.
El propósito de la película es ser una especie de reinicio de la franquicia, respetando la continuidad original, que permitirá narrar las aventuras de Kirk, Spock y su tripulación en el Enterprise en forma de una nueva saga cinematográfica creativamente libre, accesible para una audiencia no familiarizada con la franquicia.

## Argumento
La nave espacial de la Federación USS Kelvin explora un fenómeno astrofísico similar a una tormenta eléctrica, que produce un agujero negro. De este sale una inmensa y monstruosa nave negra, que dispara contra los exploradores impidiéndoles alejarse. Luego les envía un mensaje en el que se le ordena a su capitán reunirse con ellos para negociar un alto el fuego. Este obedece pidiendo a sus camaradas que evacuen el Kelvin. En la nave es interrogado y asesinado por Nero, un romulano que ordena destruir lo que queda del Kelvin. El primer oficial de esa nave, George Kirk, ordena a la tripulación marcharse en las lanzaderas. Al dañarse el piloto automático, él debe permanecer y utilizar sus armas para proteger al resto. En una de las lanzaderas se encuentra su mujer, que está dando a luz al hijo de ambos. Cuando nace, lo bautizan James Tiberius Kirk antes de que su padre dirija el Kelvin contra la nave enemiga, haciéndola colisionar mientras su mujer y el niño logran huir.
Unos diecinueve años después, se cuenta la vida de dos jóvenes que viven en mundos diferentes. Uno es Kirk, un joven con grandes capacidades pero con gran torpeza para expresarlas, algo cínico y desorientado. Tras una pelea en un bar, da con él un admirador de su padre: el capitán Christopher Pike de la Flota Estelar, quien le recuerda el mérito de su progenitor y le invita a que se convierta en un oficial. Animado por sus palabras, Kirk decide ingresar en la Flota Estelar y acude al muelle del desierto del estado de Iowa, donde se está construyendo la nave USS Enterprise. Allí se hace amigo del médico Leonard McCoy, que le acompañará en su aprendizaje.

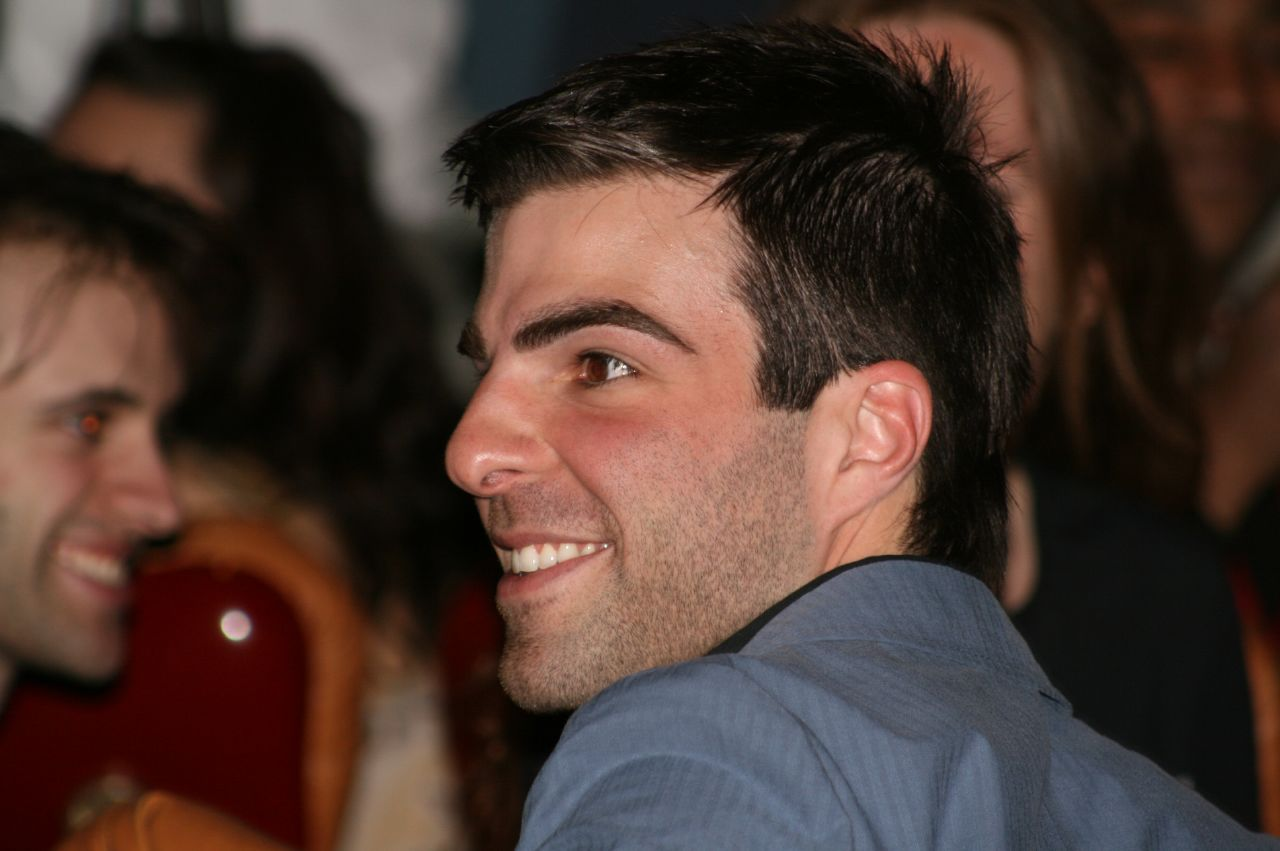
Zachary Quinto, el actor que da vida al joven vulcano Spock.

El otro joven es Spock, hijo de una humana y de un vulcano. Los vulcanos son seres que solo se guían por la razón y la lógica, y rechazan las emociones. Pero Spock es más vulnerable debido a su sangre humana. Los demás niños lo rechazan por ese mismo motivo, pero su padre le asegura que posee plena capacidad para elegir cualquier camino. Al llegar a su adultez, Spock ha tenido un éxito de aptitud muy superior a la media, lo que le permite ingresar en las élites académicas de su planeta. Antes de decidir aceptar, descubre que los eruditos siguen menospreciando la condición humana que ha heredado de su madre. Ofendido, rechaza los honores y nombramientos, y decide marcharse para ingresar en la Flota Estelar.
Tres años después, Kirk y McCoy están finalizando su formación. El primero coquetea con Nyota Uhura, la estudiante de xenolingüística que conoció en el bar, pero esta lo rechaza varias veces. En una ocasión le escucha decir que ha detectado un mensaje de una flota Klingon, destruida por una nave gigantesca. Luego, en un intento de impresionarla, él afronta por tercera vez la prueba del Kobayashi Maru, una simulación virtual del rescate de una nave rodeada por naves de guerra klingon. Ningún alumno la ha superado, pero inesperadamente Kirk lo logra. Spock, el programador de la prueba, descubre que Kirk la ha reprogramado sin permiso y le lleva a juicio. Allí se conocen y se revela que el test no está diseñado para ser superado sino para que los navegantes aprendan a afrontar el miedo. En esa reunión, la Flota recibe un mensaje de socorro desde el planeta Vulcano. Spock, Uhura y McCoy son asignados al USS Enterprise, bajo el mando del capitán Pike. Pero Kirk es suspendido por su falta y debe quedarse en la Tierra. McCoy, sin embargo, lo lleva intoxicándolo e ingresándolo en el Enterprise con la excusa médica de desintoxicarlo.
Cuando el USS Enterprise zarpa hacia Vulcano, el joven navegador Pavel Chekov informa de un nuevo mensaje sobre una tormenta eléctrica. Kirk, alertado, se encuentra con Uhura y ella le confirma que la nave de la que se hablaba en el mensaje de los klingon era romulana. Asociando ambas ideas, acude corriendo al puente de mando y le advierte al capitán Pike que la nave romulana podría estar atacando Vulcano y esperándoles. Spock, a pesar de contrariarse con su presencia, la da la razón. Al llegar hallan, en efecto, una gigantesca nave espacial negra que navega entre los restos flotantes de quienes han llegado antes. En el interior de esa nave se encuentra Nero, quien reconoce el Enterprise (y a Spock) y opta por no destruirlo. Pero amenaza con hacerlo si el capitán Pike no acude a la nave negra romulana (conocida como Narada) a negociar. Este acepta reunirse. Antes de partir nombra a Spock capitán y a Kirk, primer oficial.
La nave de Nero se halla sobre Vulcano dejando pender sobre él un taladro de energía que cuelga de una cadena. Este crea una barrera que impide las comunicaciones y el transporte. Kirk, el piloto Hikaru Sulu y el ingeniero Olsen son asignados para bajar sobre ella en paracaídas saltando desde la lanzadera del capitán Pike. En la caída el ingeniero Olsen perece en el rayo de energía, pero Kirk y Sulu logran matar a los vigilantes de la perforadora e inutilizarla. Antes de ser teletransportados al Enterprise ven cómo Nero deja caer sobre el planeta una extraña cápsula, que entra por el agujero perforado. En la nave, Chekov descubre que los invasores han creado un agujero negro dentro del planeta, que lo está destruyendo. Durante los pocos minutos que le quedan a su mundo, Spock se teletransporta para intentar salvar a sus padres y tutores. Cuando Chekov está a punto de teletransportarles, una grieta se forma y la madre de Spock cae al abismo. Vulcano se desintegra y desaparece mientras el Enterprise se aleja.
Por su parte, el capitán Pike está cautivo en la nave de Nero, que le exige que revela las frecuencias de los campos defensivos de la Tierra. Cuando este le reprocha la destrucción de Vulcano, Nero le dice que su planeta se destruyó mientras él trabajaba fuera, aunque la Federación y Spock «prometieron evitarlo». La catástrofe se cobró la vida de su mujer embarazada de su hijo y él prometió vengarse desintegrando cada mundo de la Federación. Como Pike se niega a ayudar, Nero le mete por la boca una babosa de Centauro, que es un parásito que se aferra al cerebro y hace que la víctima sea sumisa.
Kirk y Spock son quienes más poder tienen en el Enterprise. El primero deduce que si Pike ha sido capturado es para interrogarlo sobre los sistemas defensivos de la Tierra, por lo que deberían ir a salvarlo. Spock, por otra parte, sabe que el Enterprise no puede detener la nave de Nero, y ordena que se reúnan con el resto de la Flota Estelar, que se halla en otro lugar. Kirk se insubordina, pero se ve reducido. Mccoy, Uhura, Chekov y Sulu contemplan con desconcierto cómo Spock ordena meter a Kirk en una cápsula y abandonarlo en el helado mundo de Delta Vega, vecino del Vulcano.
Al despertar, Kirk sale de la cápsula y va a pie hacia un puesto cercano de la Flota Estelar. En el camino, entre los glaciares lo ataca un enorme depredador. El joven intenta refugiarse en una cueva con el monstruo pisándole los talones y de pronto aparece una figura con una antorcha que repele a la bestia. El extraño es un amigable anciano vulcano que lo trata como si fueran viejos amigos. Cuando Kirk expresa su desconcierto, el anciano le dice que es Spock (interpretado por Leonard Nimoy). Ambos se sientan y este le dice que él y Nero vienen del futuro, pues un siglo después una estrella explotará y se transformará en una supernova que consumirá mundos enteros. La Federación enviará a Spock a destruirla usando una tecnología para crear agujeros negros. Sin embargo, cuenta, no logrará evitar que el planeta Rómulo sea calcinado. Entonces apareció Nero en su nave, encolerizado por la destrucción de su mundo y persiguió la pequeña nave de Spock hasta que ambos fueron engullidos por el agujero negro. Nero salió antes, justo cuando el USS Kelvin exploraba el lugar. Spock, por su parte, apareció 25 años después y encontró a Nero esperándole. Tras robar su nave y su tecnología de agujeros negros, el romulano le perdonó la vida y lo abandonó en Delta Vega, desde donde podría ver la destrucción de vulcano y compartir el horror de perder su mundo.
Para evitar que la catástrofe se repita con la Tierra, Kirk y Spock acuden al puesto de la Flota Estelar que se halla a pocos kilómetros. Allí se encuentran con un hombre que lleva solo allí mucho tiempo. Spock le reconoce como Montgomery "Scotty" Scott, el hombre que en el futuro descubrirá cómo teletransportarse a una nave que viaje más rápido que la luz. De hecho, se halla aislado allí por un experimento fallido. Con la ayuda de Spock, Scotty descubre la fórmula correcta antes de tiempo y los tres están a punto de irse cuando Spock anuncia que no va a acompañarles. Ante la sorpresa de Kirk, Spock le explica que para detener a Nero él y el joven Spock tendrán que trabajar mano a mano y con confianza, sin tenerle a él de intermediario. Para ello, Kirk tendrá que ganarse el puesto de capitán comprometiendo a Spock emocionalmente y obligándolo a renunciar a su puesto.
Kirk y Scotty reaparecen en el Enterprise, donde son arrestados. El joven Spock que capitanea la nave se desconcierta al verles y trata de interrogarles, pero Kirk le asalta acusándole de no tener iniciativa. Spock trata de defender su razón frente a los golpes de humor de Kirk, pero cuando este le acusa de no amar lo suficiente a su mundo y a su madre recién perdidos, Spock rompe a gritar y se le echa al cuello golpeándolo y tratando de matarlo, pero es reprimido por su padre. Tras lograr calmarse, el desconsolado medio vulcano sale del puente de mando rechazando todo consuelo. Kirk se autoproclama entonces capitán y Scotty es asignado como nuevo ingeniero. Se da la orden general de perseguir a Nero y hacer lo posible para detenerle. Spock habla con su padre. Cuando este le dice que se casó con su madre por amor, recobra el ánimo y se reúne con la tripulación.
Los siete juntos trazan un plan: Chekov y Sulu pondrán el Enterprise bajo los anillos de Saturno para evitar que Nero lo detecte y desde allí, Kirk y Spock serán teletransportados a la nave romulana gracias al descubrimiento de Scotty. Su misión será sabotear la operación del enemigo, rescatar al capitán Pike y robar la tecnología de los agujeros negros. El primer paso del plan tiene éxito y Kirk y Spock aparecen en las entrañas de la inmensa nave, donde mantienen un tiroteo con la tripulación. Al llegar al hangar, encuentran la nave del anciano Spock y dentro la tecnología de los agujeros negros. El vehículo reconoce la joven encarnación de su piloto original, la única persona que podrá pilotarla. Kirk va a buscar al capitán Pike y Spock se va en la nave para destruir el taladro. Nero encuentra a Kirk por sorpresa y está a punto de matarlo cuando salta la alarma. Spock ha destruido el taladro. Nero abandona a su víctima para acudir al puesto de mando y ordenar perseguir la pequeña nave, que se aleja a gran velocidad con Spock a bordo. Tras una fuerte lucha, Kirk mata al primer oficial de Nero y logra llegar a donde tienen cautivo al capitán Pike.
Lejos de la Tierra, Spock da media vuelta y se lanza directamente sobre la nave de Nero, que dispara una lluvia de misiles sobre ella. El Enterprise hace aparición protegiendo a la pequeña nave, y esta atraviesa todas las barreras para estrellarse con ella. Un poco antes, Kirk, Spock y Pike son transportados sanos y salvos al Enterprise. La nave de Nero se parte en dos cuando un agujero negro se forma dentro de ella, y el romulano, frustrado, se niega a aceptar que sus vencedores les perdonen la vida. Ante la negativa, Kirk ordena abrir fuego y el Enterprise dispara todas sus armas contra el enemigo, cuyos restos son sepultados en el abismo, pero casi no logran escapar de la gran fuerza gravitacional (ya que iban en velocidad warp) del súper agujero negro, de no ser por Scotty, que disparó las celdas de energía warp que ocasionaron una superexplosión que empujó al Enterprise. 
De vuelta en la Tierra, los dos Spocks se encuentran y el joven se sorprende de que el anciano no quisiera acompañar a Kirk en la misión. El otro le revela que no hacía falta, pues él no tenía capacidad para ayudarles, pero sabía de qué eran capaces si confiaban el uno en el otro, agregando que no quería privarles del inicio de una amistad «que les definirá de un modo que aún no pueden entender». Los dos mediovulcanos acuerdan que el joven permanecerá en la Flota Estelar para ayudar a Kirk, y el anciano irá junto a los supervivientes vulcanos, para guiarles a un nuevo mundo por poblar. La Academia condecora a Kirk y lo nombra capitán del Enterprise. La tripulación se presenta en la nave y Spock solicita el puesto de primer oficial, que Kirk le concede.

## Equipo técnico

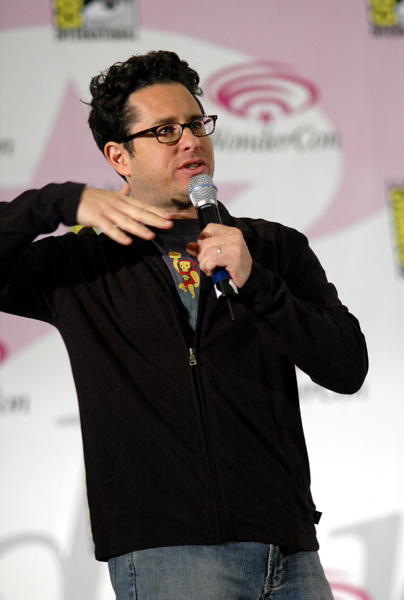
J. J. Abrams, director, productor y escritor de la película.

La película fue dirigida por el reconocido y exitoso J. J. Abrams (creador de Lost y Alias) y contó con un presupuesto de 150 millones de dólares aproximadamente, siendo la más cara de la franquicia (casi 80 millones más de lo que costó su inmediata antecesora Star Trek: némesis, cuyo coste apenas alcanzaba los 70 millones).
De cara a la realización, Abrams ha reunido a sus colaboradores habituales. Así pues, el guion ha sido escrito por Alex Kurtzman y Roberto Orci (responsables de los libretos de Alias y la exitosa Transformers), sobre un esbozo argumental planteado por el propio Abrams y Damon Lindelof (uno de los máximos responsables de Lost). Estos dos autores también son los coproductores del film a través de la empresa Bad Robot. De la misma manera, el compositor de la banda sonora es el premiado Michael Giacchino (responsable de las partituras de Los increíbles, Misión imposible 3 y Ratatouille).
Aún conservando los elementos estéticos pop de la serie de 1966, ha habido un profundo lavado de cara en el diseño de producción. Con Herman Zimmerman ya jubilado (era el principal diseñador de producción de la saga desde hace más de 20 años), fue Scott Chambliss quien recogió el testigo.

## Reparto
El reparto principal está formado por jóvenes promesas llegadas de la televisión y algún actor de reconocido prestigio en la industria. Zachary Quinto, que se hizo famoso por su papel de Sylar en la serie Héroes, en el papel de Spock y Chris Pine como el Capitán James T. Kirk. El reparto de secundarios está compuesto por Zoe Saldaña (Piratas del Caribe, Avatar, La terminal) que interpreta a la oficial de comunicaciones Uhura. El actor ruso Anton Yelchin (Charlie Bartlett) interpretó a Pavel Chekov; y John Cho (In Good Company) al timonel Hikaru Sulu. Más conocidos son Eric Bana (Hulk, Múnich, entre otras), Simon Pegg (Hot Fuzz, Shaun of the Dead) y Karl Urban (El Señor de los Anillos, Pathfinder, Doom: la puerta del infierno); quienes interpretan a Nero (el villano de la película), al ingeniero Montgomery Scott y al Doctor Leonard McCoy respectivamente.
Además, Abrams quiso rodear al reparto principal con secundarios reconocidos como Winona Ryder (Eduardo Manostijeras) quien interpretó a Amanda Grayson, la madre de Spock. Bruce Greenwood (Trece días) interpretó al capitán Christopher Pike (predecesor de Kirk al mando del Enterprise), y Ben Cross (Carros de Fuego), por su parte, encarnó al embajador Sarek, padre de Spock. Además, la película cuenta con la presencia de Leonard Nimoy, quién vuelve a encarnar a un anciano Spock y cuyo papel es clave en el argumento.
El reparto lo completan:
- Chris Hemsworth - George Kirk (Padre de Kirk).
- Clifton Collins Jr. - General Ayel (Primer Oficial de Nero)
- Majel Barrett
- Jennifer Morrison - Winona Kirk (Madre de Kirk).
- Tyler Perry - Director de la Academia de la Flota Estelar
- Jimmy Bennett - James T. Kirk (a los 11 años)
- Spencer Daniels - George Samuel Kirk Jr. (Hermano de Kirk)
- Rachel Nichols - Como Gaila, cadete de Orión (la sexy alien verde)
- Sonita Henry - Médico de la USS Kelvin (Cameo)
- Paul McGillion - Oficial de barraca de la Academia de la Flota Estelar (Cameo)
- Deep Roy- Keenser (Compañero de Scotty)

## Producción

### Desarrollo
En 1968 en la Convención Mundial de Ciencia Ficción, el creador de Star Trek, Gene Roddenberry, declaró que haría una precuela de la serie de televisión. El concepto de precuela resurgió en la década de 1980 de la mano de Ralph Winter y Harve Bennett, durante el desarrollo de las cuarta y quinta película de la franquicia. Es así que David Loughery escribió un guion titulado "The Academy Years", pero no vio la luz debido a la objeción del elenco original y de algunos fanáticos. En febrero de 2005, siguiendo el fracaso del décimo film (Star Trek: némesis) y de la cancelación de la serie Star Trek: Enterprise, el productor ejecutivo Rick Berman y el escritor Erik Jendresen estaban desarrollando un nuevo film titulado «Star Trek: The Beginning». Involucraba a nuevos personajes, como a Tiberius Chase (ancestro de Kirk). Hubiese tenido lugar después de ST:ENT y antes de ST:TOS, durante la guerra romulana.
En 2005, Gail Berman, presidente de Paramount, convenció a la ejecutiva en jefe de CBS, Leslie Moonves, que le diera dieciocho meses para desarrollar una nueva película de Star Trek antes de que CBS comience con el desarrollo de una nueva serie de televisión basada en la franquicia. Berman convocó a los escritores de Misión imposible 3, Roberto Orci y Alex Kurtzman, para ideas para el nuevo film, y le pidió al director J. J. Abrams que la produjera. Abrams, Orci and Kurtzman, además de los productores Damon Lindelof y Bryan Burk, sentían que la franquicia había explorado suficiente lo sucedido luego de la serie original. La compañía de Abrams, Bad Robot financió la película junto con Paramount Pictures, siendo la primera vez que una película de Star Trek era financiada por otra compañía. Level 1 Entertainment también coprodujo el film, pero durante el 2008 fue reemplazado por Spyglass Entertainment como socio financiero.
Abrams dijo que no había visto Star Trek: némesis porque ha estado «desconectado» de la franquicia, y explicó que para él, Star Trek era sobre Spock y Kirk, que las otras series era como «aventuras separadas con el nombre de Star Trek» demostrando su gran conocimiento sobre la serie. En febrero de 2007, Abrams aceptó la oferta de Paramount para dirigir la película, puesto que se encontraba únicamente relacionado al proyecto como productor.

### Diseño
El filme fue diseñado principalmente por Ryan Church y el veterano de Star Trek John Eaves. Carolyn Porco de la NASA fue consultada sobre ciencia planetaria e imágenes, mientras que el creador del monstruo de Cloverfield, Neville Page, se encargó de las criaturas de la película.
Abrams declaró que lo difícil de mostrar el futuro es que, gran parte de la tecnología moderna está inspirada en la serie original. Por lo tanto, la producción de diseño tuvo que ser consistente con la serie de televisión y al mismo tiempo, debía verse más avanzada que la tecnología real creada después de Star Trek: The Original Series. «Todos tenemos un iPhone y sabemos que hace más que un comunicador de la serie», dijo Abrams.
Fue la intención de Abrams que la Enterprise fuera una combinación del diseño visto en la serie y en la película original. Para enfatizar el gran tamaño de la nave, el director seleccionó diferentes diseños para las cubiertas. La enfermería es más moderna que otras áreas como ingeniería o la sala de transportación que tienen un diseño más industrial. El productor de diseño, Scott Chambliss, se mantuvo fiel al puente original, pero alterado estéticamente con colores más brillantes para reflejar el optimismo de Star Trek. Abrams bromeó diciendo que el rediseño del puente hacía ver al Apple Store no muy fantástico.
Para el diseño de indumentaria fue elegido Michael Kaplan porque no había visto ninguna de las anteriores películas, por lo tanto los haría desde un nuevo ángulo. Los uniformes de la Flota Estelar respetaban los colores de la serie original. Kaplan quería que los uniformes fueran más sofisticados que los originales y eligió que el símbolo de la Flota estuviera bordado en ellos.

### Rodaje
La filmación que duró 85 días, comenzó el 7 de noviembre de 2007 y finalizó el 27 de marzo de 2008, tuvo lugar en 11 decorados construidos por Paramount, además de dos semanas en Islandia. El equipo de producción se mantuvo con una altísima seguridad alrededor de la película. Karl Urban reveló que: «Hay un nivel de secreto y seguridad que todos nos hemos vistos forzados a adoptar. Lo que quiero decir es que, es una especie de paranoia, pero algo justificada. No está permitido andar en público con los uniformes y tenemos que ir a todos lados en esos carritos de Golf. La seguridad que hay es inmensa. Sientes que tu libertad está en juego».

### Efectos visuales
Industrial Light & Magic y Digital Domain crearon los efectos visuales, los cuales fueron supervisados por Roger Guyett y Sherri Hanson, quienes trabajaron con Abrams en Misión imposible 3. Abrams intentó evitar el uso de pantallas azules y verdes, con la excepción de una escena, porque dice que «lo vuelven loco». En su lugar, usó efectos especiales para extender la escala de los decorados y localizaciones.
Star Trek fue el primer film en el que ILM trabajó completamente realizando naves digitalmente. Fue intención de Abrams que la Enterprise fuera una combinación del diseño original de la serie y el visto en la primera película. Para Abrams, cuando la Enterprise fue revelada en Star Trek: The Motion Picture fue la primera vez que sintió que la nave era tangible. El supervisor de efectos, Roger Guyett, quiso que la nave tuviese más partes movibles.

## Audio

### Música
Michael Giacchino, un colaborador frecuente de Abrams, compuso la música de Star Trek. El mantuvo el tema original creado por Alexander Courage para los créditos finales, que para Abrams simboliza el momento en que la tripulación se une. Giacchino reconoció que sentía una presión personal al realizar la música para la película. La grabación tomó lugar en el Sony Scoring Stage con 107 piezas en la orquesta y 40 personas en el coro. El lanzamiento de la música fue realizado el 5 de mayo de 2009.

### Efectos de sonido
Para los efectos de sonido fue elegido Ben Burtt, veterano de Star Wars. Mientras que los disparos de los phasers de la serie de televisión derivaban de la película The War of the Worlds (1953), Burtt hizo su sonido de phaser inspirados en los blasters de Star Wars. Para los torpedos de fotones y los sonidos warp, Burtt reprodujo los clásicos.

## Lanzamiento

### Teaser tráiler
El primer teaser tráiler fue estrenado el 18 de enero de 2008, en la película Cloverfield, (otra producción de Bad Robot con J. J. Abrams a la cabeza), y se encontraba disponible para su descarga en alta definición desde la página web oficial (y otras populares páginas de tráileres).
El teaser muestra el proceso de construcción del Enterprise NCC-1701 en los astilleros de San Francisco, previo al ensamblaje final en la plataforma flotante también en San Francisco. Al ritmo de una música dramática se suceden varias tomas de cada una de las secciones que configuran la nave, mientras suenan algunas frases históricas relacionadas con la carrera espacial norteamericana iniciada en los 60, como la conocida «Un pequeño paso para el hombre, un gran paso para la humanidad» de Neil Armstrong. Finalmente, suena la música original de Alexander Courage y Leonard Nimoy pronuncia la frase «El espacio, la frontera final». En ese momento hay un fundido en negro que da paso al nuevo logo y a los créditos de la película.

### Promoción
Siguiendo la estela de Cloverfield, The Dark Knight o REC, y otras grandes producciones del cine, Star Trek XI fue objeto de una campaña de marketing viral que comenzó a principios de enero de 2008 con el lanzamiento de la página web oficial de la película. El 14 de noviembre de 2008, acompañando el estreno de 007: Quantum of Solace, llegó el primer tráiler con metraje oficial de la película.
El objetivo de los creadores de Star Trek XI, es acercar al público la legendaria saga de ciencia ficción creada por Gene Roddenberry y potenciar su vocación comercial rompiendo con los prejuicios que, según sus detractores, tanto daño le han hecho en los últimos años.
Entre enero y abril de 2009 se publicó Star Trek: Countdown un cómic de 4 números a modo de precuela de la película. El cómic narra la destrucción del planeta Romulus, muestra un poco del pasado de Nero y enlaza la película con la serie Star Trek: la nueva generación.
Entre los promotores asociados se encuentran Nokia, Verizon Wireless, Esurance, Kellogg's, Burger King e Intel Corporation, así como también varias compañías dedicadas a la decoración hogareña, ropa, joyería, artículos de regalo y las fragancias "Tiberius", "Pon Farr" y "Red Shirt". Playmates Toys, quien tiene la licencia de juguetes de Star Trek desde el año 2000, obtuvo los derechos para comercializar este tipo de mercancías. Los primeros lanzamientos de productos se produjeron a lo largo de marzo y abril de 2009, y una segunda parte en septiembre. Playmates espera continuar con la línea de juguetes hasta el año 2010. Los primeros productos lanzados al mercado fueron figuras de acción de 3.75, 6 y 12 pulgadas respectivamente, además de una réplica del Enterprise, entre otros. Por su parte, Master Replicas, Mattel, Hasbro y Fundex Games promocionaron la película con la comercialización de juegos de mesa y Scene It? y la línea Barbie. CBS también creó mercadería basada en una caricatura de Star Trek llamada Quogs.

## Recaudación
El 7 de mayo de 2009 el film fue estrenado en numerosos países, así como también en salas especializadas en Estados Unidos, en donde recaudó 4 millones de dólares en su primer día. Al término del primer fin de semana, Star Trek obtuvo 79.204.289 $ en Estados Unidos y en el resto del mundo 35,5 millones de dólares. Tanto ajustado como sin ajustar por inflación, el estreno de Star Trek XI fue el más grande de la franquicia superando a Star Trek: First Contact. La película en cines IMAX obtuvo 8,5 millones de dólares, superando el récord alcanzado por The Dark Knight de 6,3 millones de dólares.
La película es la que más ha recaudado de la franquicia de Star Trek, eclipsando a quien ostentaba el puesto líder, Star Trek: The Voyage Home, que había alcanzado unos 109.713.132 de dólares. Los números del fin de semana de estreno superan lo obtenido por The Undiscovered Country, The Final Frontier, Insurrection y Nemesis durante toda su permanencia en cartelera. La película recaudó en Estados Unidos 257.730.019 de dólares y en el resto del mundo 127.764.536 de dólares, alcanzando un total de 385.494.555 de dólares.
En Estados Unidos permaneció en cartel 147 días (21 semanas), siendo retirada de los cines el 1 de octubre de 2009.

## Blu-Ray/DVD
El filme fue lanzado en formato BD y DVD el 17 de noviembre de 2009 en Estados Unidos, el 16 de noviembre en Reino Unido y el 9 de diciembre en España. Se presentaron 3 versiones, de uno y dos disco en DVD, y una versión de tres discos en Blu-Ray. El material adicional incluido son escenas eliminadas, tráileres, comentarios, detrás de escenas, entre otros.
En su primera semana, la película se encontró entre los primeros puesto de Nielsen VideoScan First Alert y Home Media Magazine’s. La película se estima que vendió 5,7 millones de discos en su primera semana de ventas.
Por otra parte, las ventas en Blu-Ray alcanzaron 1,1 millones de unidades. Según la lista de Nielsen VideoScan Blu-ray Disc, Star Trek fue fácilmente el ganador, considerando que casi el 38% de las ventas fueron en este formato.

## Premios
Premios Óscar
| Año  | Categoría               | Persona                                                 | Resultado |
| ---- | ----------------------- | ------------------------------------------------------- | --------- |
| 2010 | Mejor maquillaje        | Barney Burman, Mindy Hall, Joel Harlow                  | Ganador   |
| 2010 | Mejor edición de sonido | Mark Stoeckinger, Alan Rankin                           | Nominado  |
| 2010 | Mejor sonido            | Anna Behlmer, Andy Nelson, Peter J.Devli                | Nominado  |
| 2010 | Mejores efectos visules | Roger Guyett, Russell Earl, Paul Kavanagh y Burt Dalton | Nominado  |

## Secuelas
La primera secuela llevó el título Star Trek: en la oscuridad y se estrenó en las salas de cine en mayo de 2013.
La tercera película se estrenó en julio de 2016 con el título Star Trek Beyond.